# Igreja Paroquial do Rosário
A Igreja Paroquial do Rosário é um monumento religioso na aldeia de Rosário, no concelho de Almodôvar, na região do Alentejo, em Portugal.

## Descrição e história
O edifício situa-se no interior da localidade do Rosário, perto da estrada para Castro Verde. Apresenta uma planta longitudinal, composta por uma só nave, capela-mor, a sacristia do lado do Evangelho e o baptistério do lado da Epístola e uma torre sineira, todos de planta rectangular ou quadrangular. A fachada principal termina numa empena triangular, e abre-se num portal sem moldura, de vão rectangular. Adossada à fachada principal encontra-se a torre sineira, rematada por um coruchéu em forma de prisma. No exterior, destacam-se os elementos dos contrafortes na fachada lateral direita, que são encimados por corpos prismáticos.
No interior, a igreja tem uma só nave dividida em três tramos, divididos por arcos transversais quebrados, que suportam o tecto em madeira. A capela baptismal termina numa cúpula, sendo o acesso à nave feito através de um arco redondo assente sobre pilastras. Destaca-se o elemento da pia baptistal. A capela-mor possui uma cobertura em abóbada de berço sobre uma cornija, e está dividida da nave por um arco triunfal em arco em asa de cesto sobre pilastras. No seu interior encontra-se um nicho com uma imagem de Nossa Senhora do Rosário, decorado nos lados por elementos em estuque de inspiração barroca, como aletas, palmas e florões, além de dois espelhos e outras estátuas.
No interior da igreja são de especial interesse as pinturas murais, retratando vários santos, como Santa Luzia, Santiago, São Marcos, São Bernardo e Santa Maria Madalena, e uma porta simulada em frente da porta da sacristia, formando um trompe-l'oeil.
A igreja foi provavelmente construída no século XVIII, com obras ainda durante essa centúria, como pode ser constatado pela data de 1713, que se situa inscrita numa pedra por detrás da tribuna. O edifício foi danificado pelo sismo de 1969, e em 1986 foi classificado como Imóvel de Interesse Público. Em 2004 foram instalados equipamentos de iluminação, obra que teve acompanhamento arqueológico.

## Ligações Externas
- Igreja do Rosário na base de dados Ulysses da Direção-Geral do Património Cultural
- Igreja Paroquial de Rosário / Igreja de Nossa Senhora do Rosário na base de dados SIPA da Direção-Geral do Património Cultural
- Rosário - Igreja do Rosário na base de dados Portal do Arqueólogo da Direção-Geral do Património Cultural